# Диасамидзе, Михаил Степанович
Михаи́л Степа́нович Диасами́дзе (1913—1992) — участник Великой Отечественной войны, полковник, Герой Советского Союза.

## Биография
Родился 29 марта (11 апреля) 1913 года в селе Вани (ныне — город в Грузии). Грузин. Образование неполное среднее.
В Красной Армии служил с 1929 года. В 1933 году окончил Бакинское военное пехотное училище, в 1939 году вступил в ВКП(б), в 1940 году окончил курсы «Выстрел». С 1942 года участвовал в боях. В звании подполковника командовал 1378-м стрелковым полком 87-й стрелковой дивизии 2-й гвардейской армии Сталинградского фронта.
19 ноября 1942 года началось контрнаступление советских войск под Сталинградом. В течение суток 1378-й стрелковый полк подполковника М. С. Диасамидзе во взаимодействии с 55-м отдельным танковым полком подполковника Ази Асланова с боями преодолели более 40 километров. 21 ноября перерезали железнодорожную линию Сталинград — Сальск. 22-23 ноября, развивая наступление, заняли станцию Абганерово и посёлок Верхне-Кумский.
Особо отличился в декабрьских боях 1942 года.
12 декабря в районе Котельниково сильная ударная группировка немцев «Дон» под командованием генерал-фельдмаршала Манштейна (насчитывала до 400 танков) перешла в наступление, имея целью деблокировать 6-ю полевую немецкую армию Паулюса, которая находилась в окружении в Сталинграде.
Особенно тяжёлые бои проходили в районе посёлка Верхне-Кумский. Здесь фашистами были впервые применены тяжелые танки Т-6 «Тигр».
Немецкой группировке противостоял 1378-й полк, солдаты которого проявили исключительное мужество и в течение шести дней боёв не уступили противнику, выдержав напор 30 пехотных и танковых атак.
Командир полка Диасамидзе умело организовал оборону, личным примером воодушевлял красноармейцев на решительные действия, находился на передовых рубежах. Был ранен, но поле боя не покинул.
Указом Президиума Верховного Совета СССР «О присвоении звания Героя Советского Союза начальствующему составу Красной Армии» от 22 декабря 1942 года за «образцовое выполнение боевых заданий командования на фронте борьбы с немецкими захватчиками и проявленные при этом отвагу и геройство, за умелое и мужественное руководство подчинёнными им частями» удостоен звания Героя Советского Союза, вручён орден Ленина и медаль «Золотая Звезда» (№ 981).
В 1945 году полковник Диасамидзе заместитель командира 342-й стрелковой дивизии (2-го формирования) 87-го стрелкового корпуса. В августе принимал участие в Маньчжурской стратегической наступательной операции, а затем в десантной операции на Южный Сахалин, куда в ходе подготовки возможной десантной операции на Хоккайдо в составе корпуса была переброшена 342-я стрелковая дивизия.
После войны Михаил Диасамидзе продолжил службу в Советской Армии. В 1952 году окончил курсы усовершенствования офицерского состава при Военной академии имени М. В. Фрунзе, затем служил военным комиссаром Курской области.
В 1957 году под руководством Диасамидзе в Курске была проведена операция по разминированию большого (84 кубометра) склада боеприпасов, оставленного отступающими немцами. За успешное проведение этой операции 6 января 1958 года он был награждён орденом Красной Звезды.
В 1962 году в звании полковника ушёл в запас. Проживал в Курске.
Скончался 3 июня 1992 года. Похоронен на Никитском кладбище Курска.

## Награды
- Медаль «Золотая Звезда»;
- два ордена Ленина;
- орден Красного Знамени;
- орден Отечественной войны 1-й степени;
- орден Отечественной войны 2-й степени;
- два ордена Красной Звезды[5];
- медали.

## Воспоминания
- Диасамидзе М. С. У хутора Верхне-Кумского // Битва за Сталинград. — 4-е издание. — Волгоград : Нижне-Волжское книжное издательство, 1973. — С. 296-301.

## Память
Его именем названа улица в Курске. На доме, где М. С. Диасамидзе жил последние годы жизни, установлена мемориальная доска. Также его имя выбито на стеле на Аллее Героев в Волгограде.